# Prinzregentenstraße 18 (Bad Kissingen)

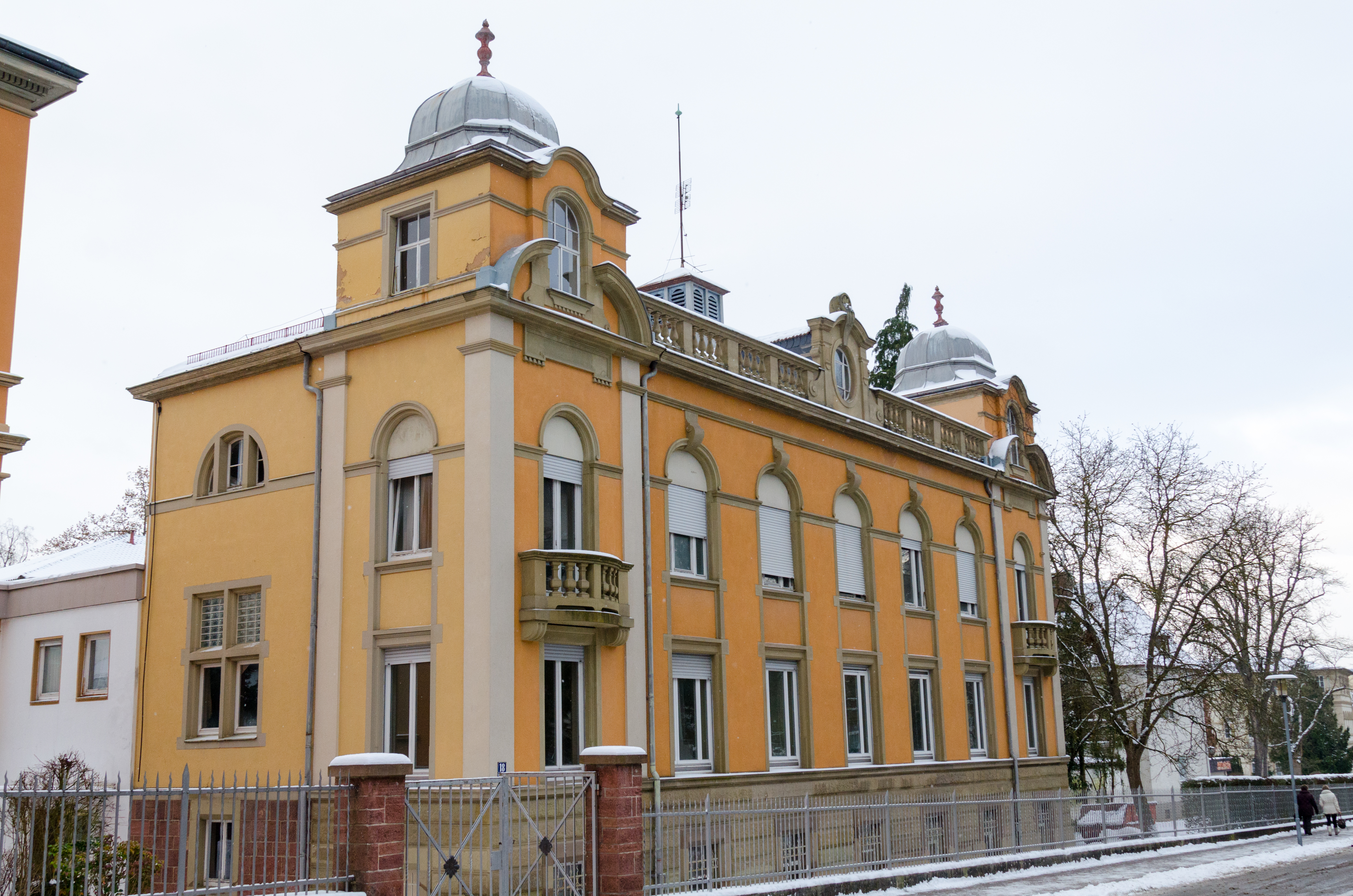
Prinzregentenstraße 18 in Bad Kissingen

Das ehemalige Inhalatorium Prinzregentenstraße 18 in Bad Kissingen, der Großen Kreisstadt des unterfränkischen Landkreises Bad Kissingen, gehört zu den Bad Kissinger Baudenkmälern und ist unter der Nummer D-6-72-114-327 in der Bayerischen Denkmalliste registriert.

## Geschichte
Das ehemalige Inhalatorium wurde im Jahr 1901 als Pneumatische Anstalt Dr. Dietz errichtet. Bei dem Anwesen mit zurückhaltend barockisierender Formensprache handelt es sich um einen zweigeschossigen Walmdachbau über einem Sockelgeschoss, mit überkuppelten Seitenrisaliten und Attika. Der gestreckte Baukörper hat gleichmäßige, rundbogenförmig abgeschlossene, über zwei Geschosse reichende flache Fensternischen und ist durch zwei, mit überkuppelten Aufbauten gekrönte Seitenrisalite verfestigt.